# Pelochyta spitzi
Pelochyta spitzi là một loài bướm đêm thuộc phân họ Arctiinae, họ Erebidae.